# Yabe Jiro
Jiro Yabe (sinh ngày 26 tháng 5 năm 1978) là một cầu thủ bóng đá người Nhật Bản.

## Sự nghiệp câu lạc bộ
Jiro Yabe đã từng chơi cho Nagoya Grampus Eight và Sagan Tosu.